# Trachusa dorsalis
Trachusa dorsalis là một loài Hymenoptera trong họ Megachilidae. Loài này được Lepeletier mô tả khoa học năm 1841.